# Droga krajowa 42
Die Droga krajowa 42 (DK42) ist eine Landesstraße in Polen. Sie zweigt in Kamienna bei Namysłów (Namslau) von der DK39 nach Osten ab, verläuft über Wołczyn (Konstadt) und Kluczbork (Kreuzburg O.S.), wo die DK11 gequert wird, von hier aus parallel mit der DK45 bis Praszka (Praschkau), von der sie sich hier wieder trennt, kreuzt in der Folge die DK43, überquert in Działoszyn die Warthe und verläuft weiter über Pajęczno und Radomsko, vor dem die zukünftige Autostrada A1 (Europastraße 75) gequert wird. In Radomsko kreuzt die Straße die DK91. Der weitere Verlauf führt über Przedbórz mit Querung der Pilica und Querung der Czarna Konecka bei Ruda Maleniecka zur Kreuzung mit der DK74. Die Straße erreicht sodann Końskie und im weiteren Verlauf Stąporków, Skarżysko-Kamienna, Wąchock, Starachowice und endet schließlich in Rudnik an der DK9 (Europastraße 371).
Die Länge der Straße beträgt rund 274 Kilometer.

## Wichtige Ortschaften an der Strecke
Woiwodschaft Opole (województwo opolskie):
- Namysłów
- Kluczbork
- Praszka

Woiwodschaft Schlesien (województwo śląskie)
Woiwodschaft Łódź (województwo łódzkie):
- Działoszyn
- Radomsko

Woiwodschaft Heiligkreuz (województwo świętokrzyskie):
- Końskie
- Skarżysko-Kamienna
- Starachowice